# Тібо Персин
Ті́бо Персин (фр. Tibo Persyn, нар. 13 березня 2002, Кортрейк, Бельгія) — бельгійський футболіст, фланговий півзахисник нідерландського клубу «Ейндговен».

## Ігрова кар'єра

### Клубна
Тібо Персин є вихованцем клубної академії «Брюгге», де він займався футболом з десятирічного віку. У 2018 році футболіст приєднався до молодіжної команди італійського «Інтера». Перед початком сезону 2021/22 Персин був внесений до заявки «Інтера» першої команди. Але вже в липні був відправлений в оренду до кінця сезону у «Брюгге». В січні 2022 року футболіст повернувся до італійського клубу і одразу був відданий в нову оренду — у бельгійський «Вестерло».
У липні 2022 року Персин знову відправився в оренду — до кінця сезону в клуб нідерландського Другого дивізіону «Ейндговен». По завершенню сезону футболіст підписав з нідерландським клубом контракт на постійній основі.

### Збірна
З 2017 року Тібо Персин виступав за юнацькі збірні Бельгії різних вікових категорій.
У складі збірної Бельгії (U-17) Персин брав участь у юнацьких чемпіонатах Європи 2018 та 2019 років.